# Echinamoebida
Echinamoebida – rząd ameb należących do supergrupy Amoebozoa w klasyfikacji Cavaliera-Smitha. Klasyfikacja Adl'a traktuje Euamoebida jako klad.
Należą tutaj następujące rodziny i rodzaje według Cavalier-Smitha:
- Rodzina Echinamoebidae Page, 1975
  - Rodzaj Echinamoeba
- Rodzina Vermamoebidae Cavalier-Smith and Smirnov
  - Rodzaj Vermamoeba

W klasyfikacji Adl'a  rodzina ta należy do kaldu Arcellinida Kent 1880.